# Paweł Walewski
Paweł Walewski (ur. 1967) – polski lekarz, dziennikarz i publicysta. Głównym tematem jego tekstów publicystycznych, reportaży i wywiadów są zagadnienia związane z systemem ochrony zdrowia, rynkiem leków oraz popularyzacją zdrowego stylu życia.

## Życiorys

### Edukacja
Ukończył studia na Wydziale Lekarskim Akademii Medycznej w Katowicach oraz studia na Wydziale Dziennikarstwa i Nauk Politycznych Uniwersytetu Warszawskiego.

### Praca zawodowa
Od 1996 r. na stałe związany z tygodnikiem „Polityka”, gdzie zatrudniony jest na stanowisku publicysty w dziale naukowym. Ponadto współpracuje z prasą medyczną i miesięcznikami popularnozdrowotnymi. Publikował artykuły poświęcone tematyce zdrowotnej również w polskiej edycji „Playboya” i „Świecie Nauki”. Jest stałym felietonistą miesięcznika „Puls” Okręgowej Izby Lekarskiej w Warszawie oraz był felietonistą miesięcznika „Gazeta Farmaceutyczna”.

## Nagrody związane z pracą dziennikarską
- 1983 – zdobywca I nagrody w konkursie prasowym tygodnika „Radar” na recenzję spektaklu Dziadów Konrada Swinarskiego w TVP.
- 1993 – laureat II nagrody w konkursie na najlepsze publikacje prasowe z zakresu profilaktyki i rozwiązywania problemów alkoholowych
- 1996 – zdobywca III miejsca w konkursie dziennikarskim poświęconym tematyce HIV/AIDS.
- 2002 – został uhonorowany przez Kapitułę „Gazety Farmaceutycznej” nagrodą „Złote Pióro Farmacji” – za rzetelność i obiektywizm.
- 2003:
  - wyróżnienie Europejskiej Szkoły Onkologii w pierwszej edycji ogólnoświatowego konkursu prasowego, promującego rzetelność i wartości informacyjne w dziennikarstwie onkologicznym, za: „wiarygodne informowanie o postępach w zapobieganiu nowotworom oraz o badaniach naukowych w tej dziedzinie”;
  - tytuł „Osobowość Roku w Ochronie Zdrowia” nadany przez Kapitułę Nagrody „Sukces Roku” pod patronatem ministra zdrowia w kategorii media;
  - nagrodę Grand Press w kategorii dziennikarstwo specjalistyczne za tekst opublikowany w „Polityce”: Z witką w berecie, w której w humorystycznej formie przedstawiona została opowieść o cudzie życia – plemniku[5].
- 2005:
  - II nagroda w międzynarodowym konkursie prasowym „Embrace Award” – za tekst w „Polityce”: „To nie wstyd, to choroba” – o problemach nietrzymania moczu;
  - I nagroda i tytuł „Rzecznik Chorych na Raka” w ogólnopolskim konkursie na najlepsze publikacje z zakresu onkologii;
  - nominacja do nagrody Grand Press 2005 w kategorii publicystyka za tekst w „Polityce”: „Prawdę mówiąc”, analizujący problem lekarzy nie potrafiących rozmawiać z pacjentami o chorobie i śmierci;
- 2007:
  - nagroda Zaufania Złoty OTIS w kategorii „Media i zdrowie” za publikacje związane z naukami medycznymi, perspektywami i dniem powszednim polskiej służby zdrowia oraz za podejmowanie ważnych społecznie tematów związanych z profilaktyką i wiedzą zdrowotną.
  - główna nagroda Europejskiej Szkoły Onkologii – The Best Cancer Reporter Award za rok 2007. Nagroda promuje rzetelność i wartości informacyjne tekstów na temat raka;
  - nagroda im. Eugeniusza Kwiatkowskiego przyznana przez Stowarzyszenie Dziennikarzy Polskich za tekst opublikowany w „Polityce”: Operacja prywatyzacja, wszechstronnie i rzetelnie przedstawiający temat prywatyzacji szpitali, w kontekście stanu służby zdrowia i rynku ubezpieczeń społecznych[6].
- 2008:
  - I nagroda w Europejskim Konkursie Stowarzyszenia Niemieckich Dziennikarzy Medycznych za tekst „Gorycz zwycięstwa” (Polityka 13/2007) o zmaganiach pacjentów z chorobą nowotworową;
  - nominacja do nagrody Grand Press w kategorii dziennikarstwo specjalistyczne (za tekst napisany wspólnie z Edytą Gietką Obietnice i kłamstwa nadziei);
  - odznaczony Czerwoną Kokardką[7];
- 2009:
  - I nagroda w ogólnopolskim konkursie „Oczy Otwarte” w kategorii Najlepszy Artykuł za tekst „Pod opuszkami” (o niewidomych, którzy poznają świat zmysłem dotyku)[8];
- 2022:
  - nagroda główna w kategorii prasa i tytuł „Dziennikarz Medyczny roku 2021” w konkursie Stowarzyszenia „Dziennikarze dla Zdrowia” za artykuły opublikowane w roku 2021 związane ze zdrowiem i epidemią covid-19, a w szczególności teksty poruszające zagadnienia: otyłości, szczepienia ciężarnych kobiet oraz procederu sprzedaży fałszywego suplementu diety na raka[1].

## Publikacje
Jest autorem i współautorem artykułów, które zostały opublikowane w czasopismach oraz autorem i współautorem publikacji książkowych m.in.:
- Kapryśna wątroba. Co zagraża wątrobie, jak ją chronić, jak leczyć, wyrok czy tylko choroba, kłopoty z żółcią, bezpieczna apteka (1996, współautor z K. Sułek; przedmowa i przepisy dietetyczne H. Ciborowska)[9],
- Jak jeść bez lęku i stresów? (Wydawnictwo Polityka, 2013).